# 156 до н. е.

## Події
- Лю Ці став імператором династії Хань.
- Почалася Віфінсько-пергамська війна

## Народились
- Лю Че — імператор династії Хань у 141 — 87 до н. е.